# Klițko, Horodok
Klițko (în ucraineană Кліцько) este localitatea de reședință a comunei Klițko din raionul Horodok, regiunea Liov, Ucraina.

## Demografie
Componența lingvistică a localității Klițko
     Ucraineană (100%)
Conform recensământului din 2001, toată populația localității Klițko era vorbitoare de ucraineană (100%).